# 先安—谅山—高平高速公路
先安－谅山－高平高速公路（简称CT.10）是越南一条在建的高速公路，连接北部广宁省、谅山、高平三省，全长215公里。
该公路在2021年之前规划称河内—高平高速公路，编号CT.03，随后河内-谅山段并入南北高速公路，保留谅山-高平段向东延伸至广宁省先安县组成新的编号为CT.10的高速公路。
起点为广宁省先安县海防－下龙－云屯－芒街高速公路，终点为高平省重慶縣茶岭口岸。

## 历史
总投资预计约14亿美元。其中，亚洲开发银行贷款第一阶段工程5亿美元，越南政府投资约1.8亿美元，其余资金将另行筹集。
北江至谅山段在1号国道新线路的基础上拓宽21公里路段。2015年1月5日动工兴建，由于施工单位实力不足，导致施工时间拖延近两年。2017年6月，越南交通运输部更换了投资商。业主为北江－谅山BOT股份公司。工程项目投资总额12.189万亿越盾（约合5.3亿美元），全长64公里，宽25米，设有4条车道，车速100公里/小时。2019年9月29日通车。
谅山至高平段计划2020年10月1日开工，2023年通车。该路与中国境内的G69银百高速公路最南端相接：
- 靖西市至中越龙邦─茶岭边境口岸的靖龙高速公路已经于2018年12月19日正式通车。
- 百色至靖西的百靖高速公路2014年12月16日通车，2018年10月25日通过竣工验收。